# Samariscus latus
Samariscus latus is een straalvinnige vissensoort uit de familie van schollen (Pleuronectidae). De wetenschappelijke naam van de soort is voor het eerst geldig gepubliceerd in 1951 door Matsubara & Takamuki.